# 師婆
巫，又稱神婆、師婆、神嬤，即華人民間信仰中的女巫，具有悠久的歷史傳統。以替人祈福禳灾、畫符施咒、占卜等為職業，聲稱可讓鬼神附身通靈。在台灣及東南亞華人社會頗為常見，但在中華人民共和國由於中國共產黨持無神論立場，常受貶抑打壓，斥為迷信。
新竹縣橫山鄉九讚頭裡的靈感堂是供奉覡婆娘娘的廟宇，「問覡」為傳統民間信仰通靈行業之一，通常為年長婦人擔任「覡婆」角色，相傳覡婆懂醫術且會接生，經常替人收驚作媒，在早年重視添丁的客家社會裡辦演重要角色。
相傳一百多年前，九讚頭地區來了一名精通醫術、無依無靠的產婆，負責為人接生、收驚、治病，在祂死後村民將祂的香籃掛在竹林裡，村內只要是多病、難撫養的小孩皆會認做祂的契子。每年農曆的八月初一是覡婆娘娘的生日，居民皆會準備酒蛋、麵線來膜拜，於民國60年時，拜他為契母的孩童超過上千人，信徒遍布各地，香火鼎盛。

## 巫覡
華人民間信仰中，能使用巫術、齋肅事神明者，女性稱為巫，男性稱為覡，現代又稱巫師。在中國上古時期巫是生活的一部份，人人都会巫术。後來巫職業化，並進一步成為官職，商代、周代都有專門負責祭祀、卜筮等工作的官員。春秋戰國時巫術盛行，宋玉《高唐赋》：“昔者先王尝游高唐，怠而昼寝，梦见一妇人，曰：妾为高唐之客，闻君游高唐，愿荐枕席。王因幸之。去而辞曰：妾在巫山之阳，高丘之阻，旦为朝云，暮为行雨，朝朝暮暮，阳台之下。”王国维在《宋元戏曲史》论及楚国女巫：“至于浴兰沐芳，华衣若芙，缓节安歌，歌舞之盛也。乘风载云之词，生别新知之语，荒淫之意也。是则灵之为职，或偃蹇以像神，或婆娑以乐神...”
漢代初期巫術仍然普遍見於各階層，至漢武帝獨尊儒術，社會受到孔子「不語怪、力、亂、神」以及「未能事人，焉能事鬼」等觀念影響，巫不再具官方地位。至此巫覡在北方愈來愈不流行，退向南方，到了唐宋時期已退到長江流域；至20世紀，則只有嶺南較為盛行。除此之外，巫術也制度化，成為道教的一部份，許多人不清楚兩者的分別。現在於廣東則稱為問覡婆，在台灣民間信仰中則演化為乩童。

## 女性
在中華文化圈裡的陰陽論來說，男屬陽而女屬陰，而陰性的人較容易與靈魂溝通，因此不論是巫還是靈媒多以女性擔任。師婆是三姑六婆之一，社會地位低下。
民間信仰也認為女性穢物可作為厭勝物。